# Dracorex
 Dracorex  (lat. „Drachenkönig“) ist eine Gattung der Pachycephalosauria, eine zu den Vogelbeckensauriern gehörenden Dinosauriergruppe aus der späten Oberkreide  (spätes Maastrichtium) von Nordamerika. Die einzige wissenschaftlich beschriebene Art, und somit Typusart, ist D. hogwartsia. Wie alle Pachycephalosaurier war auch Dracorex ein zweibeiniges, pflanzenfressendes Tier.

## Fundgeschichte
Dracorex hogwartsia ist bislang nur durch einen Fossilfund dokumentiert, der hauptsächlich aus einem nahezu vollständigen fossilisierten Schädel mit Zähnen besteht. Drei Fossiliensammler bargen die stark zerfallenen Überreste 2003 aus dem Gestein der für ihren Fossilreichtum bekannten Hell-Creek-Formation aus dem Obermaastrichtium im US-Bundesstaat South Dakota. Sie fanden auch vier zugehörige Halswirbel: den vom Kopf aus betrachtet ersten Halswirbel C1 oder Atlas, den C4, C8 und C9. Die Finder übergaben im folgenden Jahr die Fossilien an das Children’s Museum of Indianapolis, dem größten Kindermuseum der Welt. Der Wirbeltierpaläontologe Victor Porter, ein Angestellter des Museums und einer der Co-Autoren der wissenschaftlichen Erstbeschreibung, befreite in einem etwa zwei Jahre dauernden, aufwändigen Prozess die Fossilien von noch vorhandenen Gesteinsresten und setzte die Schädelfragmente zusammen.

## Beschreibung

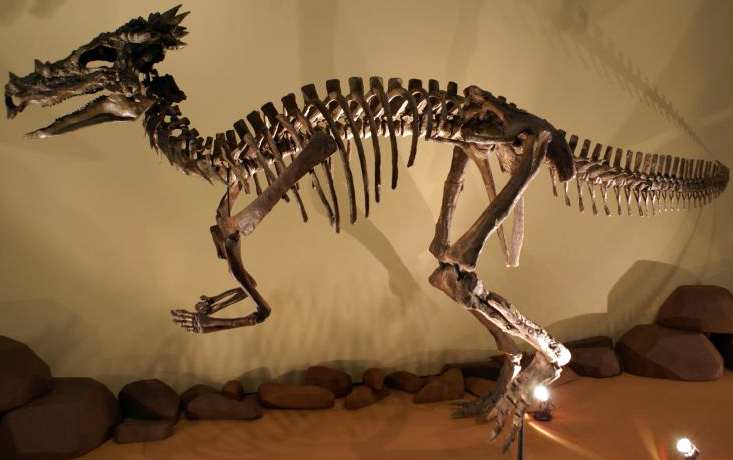
Rekonstruiertes Skelett von Dracorex hogwartsia im Children’s Museum

Die anatomischen Merkmale des etwa 45 Zentimeter lange Schädels von Dracorex erlauben eine eindeutige Zuordnung des Dinosauriers zu den Pachycephalosauriden. Der Schädel zeigt ein Nebeneinander von ursprünglichen und modernen, abgeleiteten Merkmalen. Ein solches abgeleitetes und für die Gattung charakteristisches Merkmal ist das Fehlen einer Schneidekante an der Spitze des Oberkiefers. Der Knochen ähnelt an dieser Stelle der rauen Kauplatte der Rundschwanzseekühe in verkleinerter Form. Ungewöhnlich für einen Pachycephalosauriden der ausgehenden Kreidezeit ist das flache Schädeldach, also das Fehlen des durch extreme Verdickung der Schädelknochen gebildeten Knochendoms, wie er für die bislang bekannten Vertretern dieser Untergruppe typisch ist. Der Pachycephalosaurier-Spezialist Robert Sullivan hat daher die These entwickelt, dass – anders als in den Lehrbüchern beschrieben – die Entwicklung nicht von den flachschädeligen zu den kuppelschädeligen Formen verlief, sondern umgekehrt, also ein flacher Schädel das abgeleitete Merkmal ist. Andere Wissenschaftler vertreten hingegen die These, dass es sich bei Dracorex lediglich um ein juveniles Exemplar von Pachycephalosaurus handelt, da die starke osteodermale Skulpturierung aus Buckeln, Stacheln, Hörnern und Kämmen auf Schädeldach und Oberkiefer von Dracorex der von Pachycephalosaurus nicht unähnlich sei. 
Das Aussehen des Postkranialskeletts, der Teil des Skeletts ohne den Schädel, wird größtenteils nach Stegoceras rekonstruiert, da von dieser verwandten Gattung entsprechende Funde vorliegen. Einige Partien orientieren sich an dem flachschädeligen Homalocephale. Dracorex dürfte einschließlich des Schwanzes eine Länge von etwa vier Metern erreicht und sein Gewicht dem eines großen Pferdes entsprochen haben.
Die Hautknochenelemente verleihen dem Tier in Verbindung mit der flachen Schädelkalotte und der langen Schnauze eine gewisse Ähnlichkeit mit den Drachen aus Mythen und Märchen.

## Namensgebung

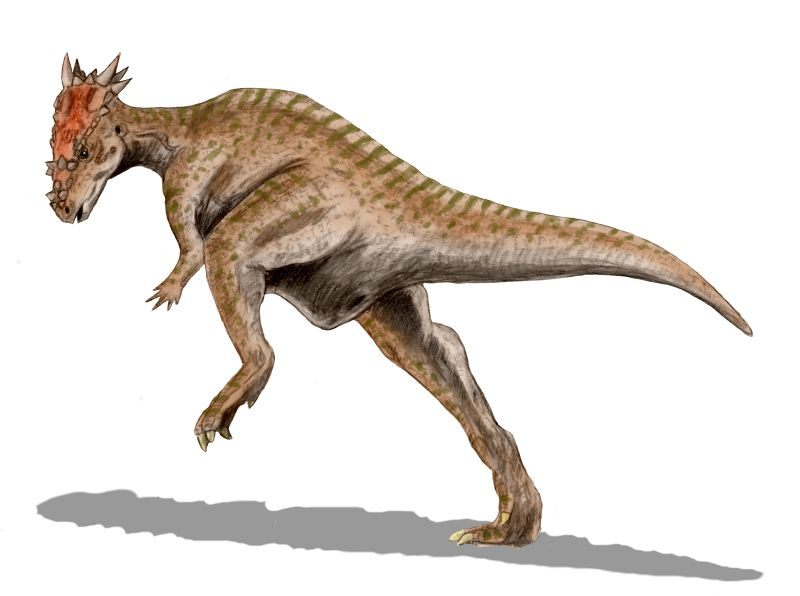
Zeichnerische Darstellung von Dracorex

Nachdem der Schädel zusammengesetzt war, wurde er noch vor der wissenschaftlichen Beschreibung und Benennung im Children’s Museum der Öffentlichkeit gezeigt. Kinder fühlten sich bei seinem Anblick an einen Drachen erinnert und das diente den Wissenschaftlern als Anregung für die Wahl des Gattungsnamens. 
Als der bekannte Paläontologe Robert T. Bakker, Hauptautor der Erstbeschreibung, den Schädel zum ersten Mal sah, erinnerte er ihn an die phantastischen Geschöpfe aus der Welt der populären Fantasy-Jugendromanserie von Joanne K. Rowling um die Hauptfigur Harry Potter. Er benannte das Art-Epitheton des zweiteiligen Binomens nach der Zauberschule Hogwarts, dem Ort, an dem ein Großteil der Romanhandlungen spielt. Zu Ehren Rowlings und der von ihr geschaffenen literarischen Welt erhielt Dracorex hogwartsia („Drachenkönig von Hogwarts“) offiziell seinen Namen.